# Helene Varges
Helene Varges (* 17. November 1877 in Johannisburg, Ostpreußen; † 21. März 1946 in Westerland auf Sylt) war eine deutsche Malerin, Zeichnerin und Illustratorin.

## Leben

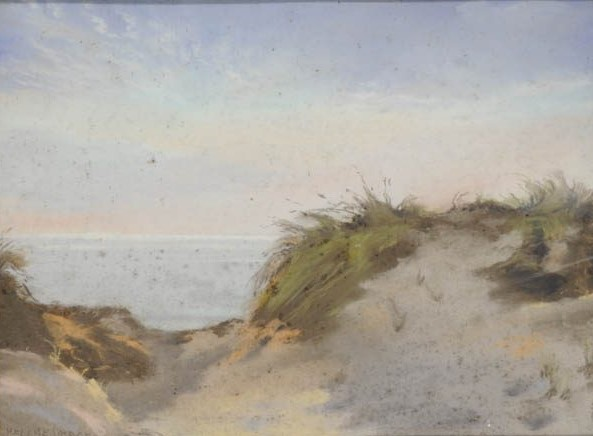
Dünen (unbekanntes Jahr)

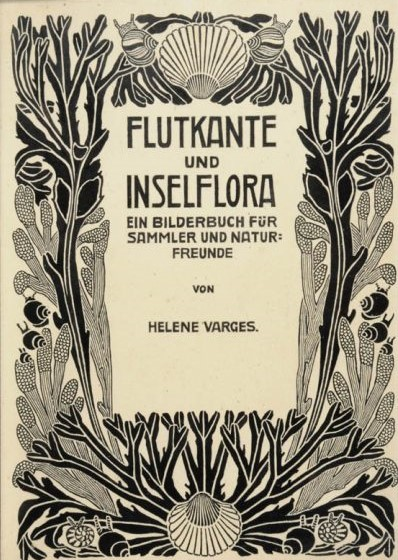
Buchdeckel

Helene Varges besuchte die Zeichenklasse der Handels- und Gewerbeschule in Stettin, ging 1896 nach Berlin an die Königliche Kunstschule. Ein Staatsstipendium ermöglichte es ihr 1897, die Malklasse von Emil Doepler an der Unterrichtsanstalt des Kunstgewerbemuseums Berlin zu besuchen. 1902 trat sie der „Steglitzer Werkstatt“ bei, einer der wichtigsten Keimzellen der deutschen Buchkunstbewegung. Sie machte sich mit Exlibris und buchkünstlerischen Entwürfen im Geiste des Jugendstils einen Namen. Nach der Auflösung der Steglitzer Werkstatt arbeitete Helene Varges als Zeichenlehrerin. Sie zog 1904 auf die Nordseeinsel Juist und verdiente ihren Lebensunterhalt mit Zeichenarbeiten für die Biologische Anstalt auf Helgoland. Bis 1919 lebte sie in Emden und Lüneburg und im Sommer auf Helgoland. 1908 kam sie mit ihrer Lebensgefährtin, der Schriftstellerin Margarete Boie, das erste Mal nach Sylt. Die beiden waren von der Insel so sehr fasziniert, dass sie von 1919 bis 1928 ihren Lebensmittelpunkt nach Westerland verlegten. Margarete Boie schrieb mehrere Romane, deren Grundlage die Kulturgeschichte Sylts war. Helene Varges illustrierte die Bücher. Seit Anfang der 1920er Jahre schuf sie freie Feder- und Pastellzeichnungen. 1933 erschien die Mappe Bilder von Sylt.

## Ausstellungen (Auswahl)
- Künstlerinsel Sylt, mit Walter Leistikow, Max Liebermann, Otto Mueller, Emil Nolde u. v. a., Schleswig-Holsteinisches Landesmuseum auf Schloss Gottorf in Schleswig 1984.
- Neuerwerbungen und Bilder aus dem Bestand des Söl'ring Foriining, mit Albert Aereboe, Andreas Dirks, Otto Eglau, Carl Christian Feddersen, Christian Peter Hansen, Richard Kaiser, Hugo Köcke, Franz Korwan, Walther Kunau, Ingo Kühl, Dieter Röttger, Siegward Sprotte, Magnus Weidemann u. a., Sylter Heimatmuseum, Keitum 2003.
- Rendezvous!, mit Carl Christian Feddersen, Wenzel Hablik, Horst Janssen, Boy Lornsen, Dieter Röttger, Siegward Sprotte, Magnus Weidemann u. a., Sylter Heimatmuseum (seit 2019 Sylt Museum), Keitum 2018.[1][2]
- Glanzstücke. Bilder aus der Sammlung, mit Otto Eglau, Ernst Eitner, Carl Christian Feddersen, Alexander Flinsch, Martin Frost, Willem Grimm, Johannes Hänsch, Hans Hartig, Hugo Köcke, Ingo Kühl, Ernst Kolbe, Siegward Sprotte, Will Sohl, Wolfgang Werkmeister und anderen, Sylt Museum, Keitum 2023.[3]

## Literatur (Auswahl)

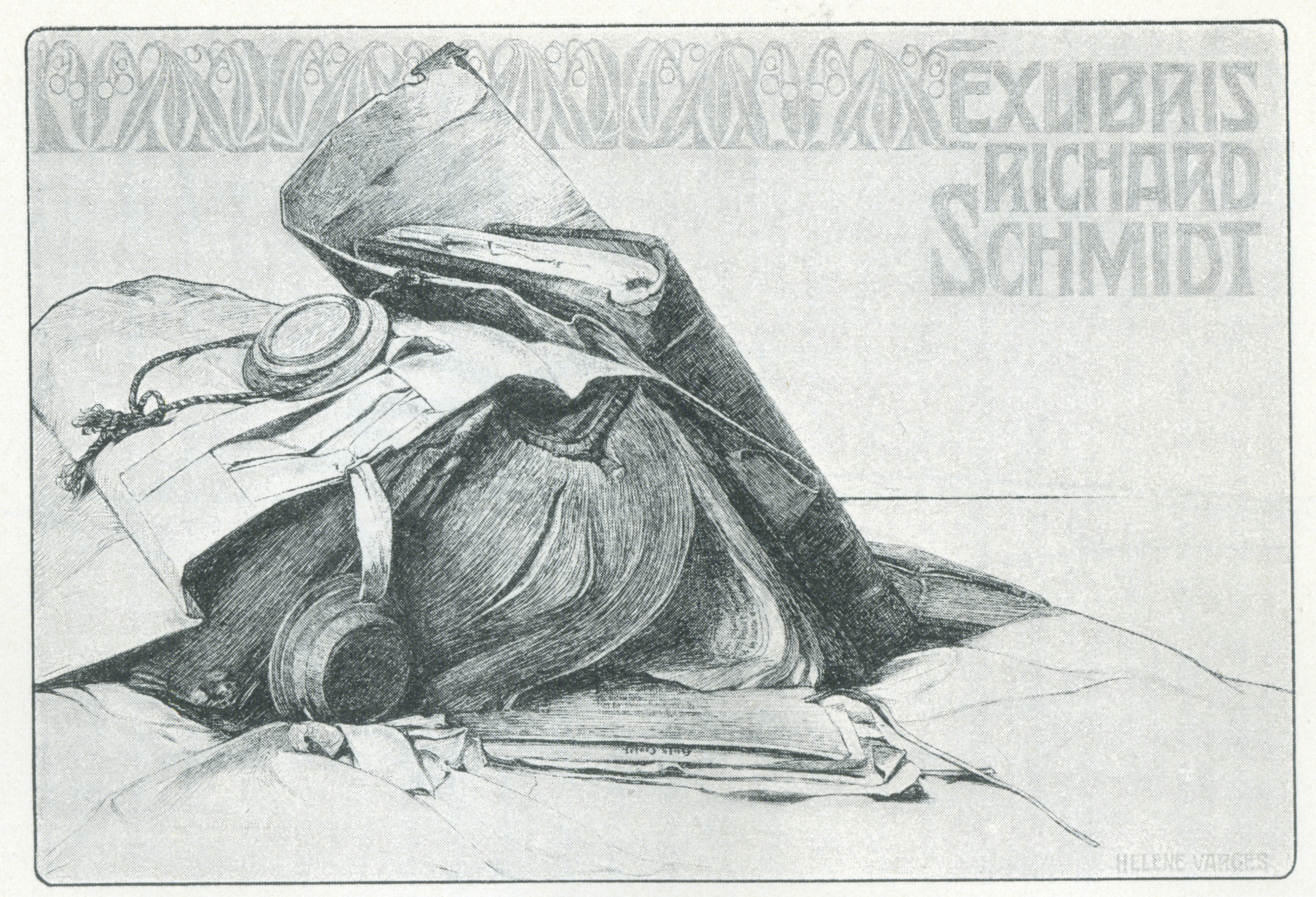
Exlibris für Richard Schmidt

## Schriften
- Ein alter Garten auf Sylt. In: Die Heimat. Monatsschrift des Vereins zur Pflege der Natur- und Landeskunde in Schleswig-Holstein, Hamburg, Lübeck und dem Fürstentum Lübeck. Band 37, Nr. 3, März 1927, S. 49–52 (Digitalisat).